# Leszek Piechota

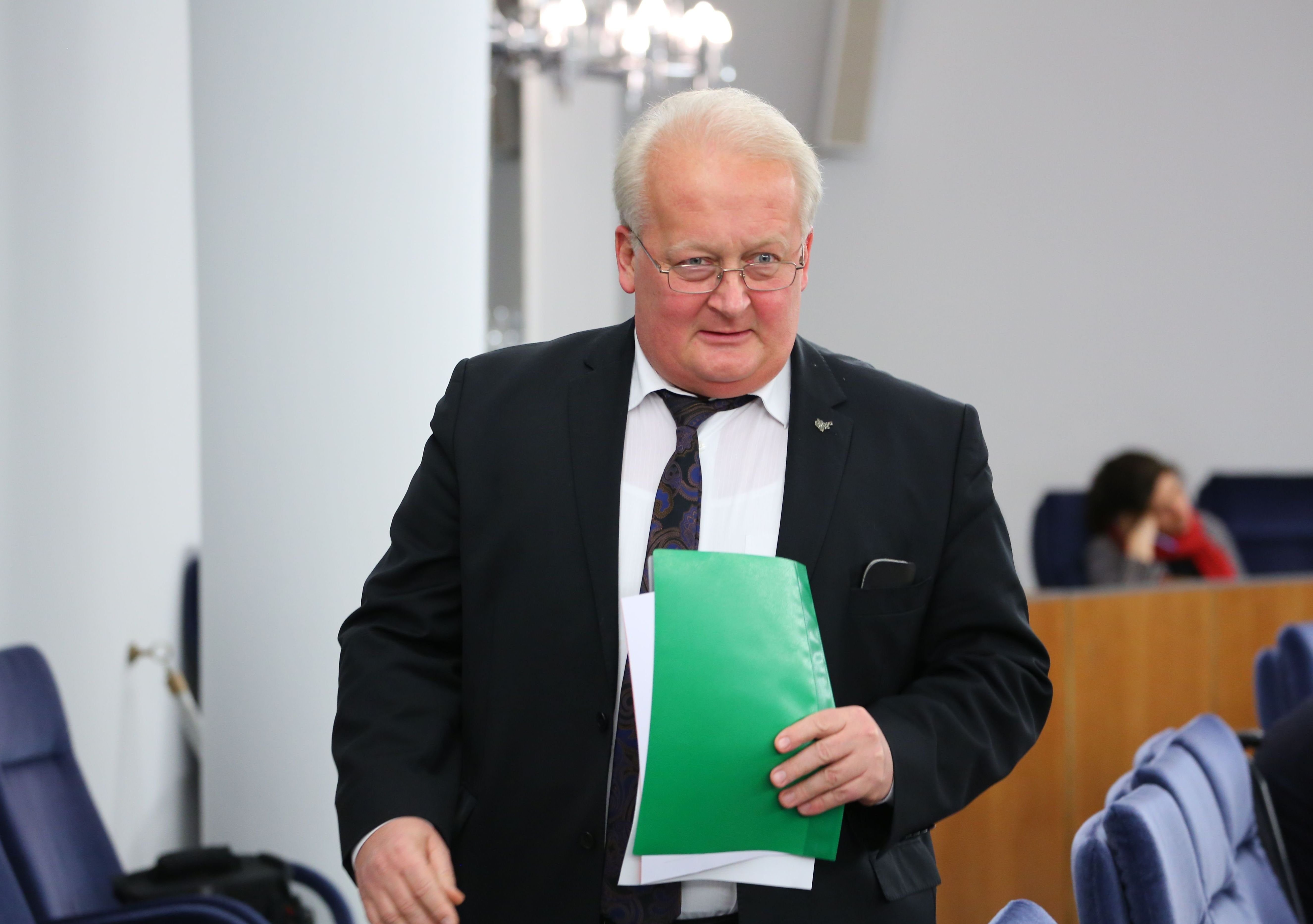
Leszek Piechota podczas 71. posiedzenia Senatu (2015)

Leszek Marian Piechota (ur. 20 września 1958 w Katowicach) – polski inżynier, polityk i samorządowiec. Wiceprezydent Katowic w latach 2008–2010, senator VII, VIII i IX kadencji.

## Życiorys
Absolwent IV Liceum Ogólnokształcącego w Katowicach. Ukończył studia na Wydziale Elektrycznym Politechniki Śląskiej. W 1980 był wśród założycieli uczelnianych struktur opozycyjnego Niezależnego Zrzeszenia Studentów. Zawodowo przez wiele lat pracował w przemyśle górniczym, m.in. jako kierownik działu w Katowickim Holdingu Węglowym. Był też zatrudniony w urzędzie górniczym.
Przez wiele lat należał do Unii Polityki Realnej, z której startował do Sejmu w 1997, nie uzyskując mandatu. Jako członek UPR bezskutecznie kandydował do rady miasta Katowice z listy Unii Wolności w wyborach samorządowych w 1998 oraz do Sejmu w wyborach parlamentarnych w 2001 z listy Platformy Obywatelskiej. W wyborach samorządowych w 2002 kandydował bez powodzenia do rady miejskiej w Katowicach. Mandat radnego objął w ostatnim roku kadencji po rezygnacji innej radnej. W wyborach w 2006 z listy Platformy Obywatelskiej uzyskał reelekcję. W wyborach parlamentarnych w 2007 ponownie kandydował bez powodzenia do Sejmu z ramienia PO. W 2008 objął stanowisko zastępcy prezydenta Katowic.
W 2010 po śmierci Krystyny Bochenek w katastrofie lotniczej w Smoleńsku PO zgłosiła go jako kandydata tej partii w wyborach uzupełniających do Senatu w okręgu katowickim, rozpisanych na dzień 20 czerwca. W głosowaniu zdobył 244 899 głosów, uzyskując mandat senatora. W wyborach w 2011 z powodzeniem ubiegał się o reelekcję, w nowym okręgu jednomandatowym dostał 69 789 głosów. W 2015 został ponownie wybrany na senatora (otrzymał 55 179 głosów). 13 grudnia 2017 wystąpił (razem z senatorem Andrzejem Misiołkiem) z Platformy Obywatelskiej i jej klubu parlamentarnego. Sześć dni później obaj senatorowie dołączyli do klubu parlamentarnego Prawa i Sprawiedliwości. W lutym 2018 Leszek Piechota przystąpił także do partii. W tym samym roku był kandydatem PiS na prezydenta Chorzowa.
W wyborach w 2019 bez powodzenia kandydował do Sejmu, uzyskując 1256 głosów. Powrócił następnie do pracy w administracji lokalnej jako główny specjalista w Wydziale Zarządzania Kryzysowego Urzędu Miasta Katowice. W 2023 był kandydatem Prawa i Sprawiedliwości do Senatu. W wyborach samorządowych w 2024 ubiegał się o stanowisko prezydenta Katowic, zajmując drugie miejsce z poparciem blisko 15% głosujących. Uzyskał wówczas natomiast mandat w radzie miejskiej.

## Życie prywatne
Jest żonaty, ma troje dzieci.